# Надо, Серж
Серж Надо́ (урождённый Евгений Рабинович) (фр. Serge Nadaud ; 14 мая 1906, Бахмут — 18 июля 1995, Канны) — французский артист театра и кино, режиссёр.

## Избранная фильмография
- 1931 год Четверо бродяг / Les quatre vagabonds (Лупу Пика)
- 1935 год Гондола химер / La Gondole aux chimères (Аугусто Женина)
- 1938 год Ручей / Le Ruisseau (M. Лемана и К. Отан-Лара)
- 1939 год Эмигрантка / L’Emigrante (Л. Жоаннона)
- 1939 год Последний поворот / Le Dernier Tournant (Пьер Шеналь)
- 1951 год Под небом Парижа / Sous le ciel de Paris (Жюльен Дювивье)
- 1957 год Великолепный Сенешаль / Sénéchal le magnifique (Жан Буайе)
- 1958 год Пешком, на коне и на спутнике / A pied, à cheval et en spoutnik (Жан Древиль)